# منطق وجهی نرمال
در منطق، یک منطق وجهی نُرمال (به انگلیسی: Normal modal logic)، یک مجموعۀ L از فرمول فرمول‌های وجهیست که L شامل موارد زیر است:
- همۀ همان‌گویی‌های گزاره‌ای
- همۀ موارد از طرح-گزاره (به انگلیسی: schema) کریپکی: {\displaystyle \Box (A\to B)\to (\Box A\to \Box B)}

و تحت موارد زیر بسته‌است:
- قاعدۀ تفکیک (وضع مقدم): {\displaystyle A\to B,A\vdash B}؛
- قاعدۀ ضرورت: {\displaystyle \vdash A} نتیجه می‌دهد {\displaystyle \vdash \Box A}.

کوچک‌ترین منطقی که شرایط بالا را برآورده می‌کند K نام دارد. اکثر منطق‌های وجهی که امروزه معمولاً استفاده می‌شوند (در غالب انگیزه‌های فلسفی)، به عنوان مثال، S۴ لویس و S۵، گسترش‌هایی از K هستند. با این حال، تعدادی از منطق‌های دیانتیک (فقهی) و معرفتی، برای مثال، غیر نرمال هستند، اغلب چون از طرح-گزاره کریپکی چشم‌پوشی می‌کنند.

## منطق‌های وجهی نرمال رایج
جدول زیر، چندین منطق وجهی نرمال رایج را فهرست می‌کند. شرایط قاب برای برخی از دستگاه‌ها ساده‌سازی شده‌است: این منطق‌ها نسب به کلاس‌های قاب داده شده در جدول کامل هستند، ولی ممکن است متناظر با کلاس گسترده‌تری از قاب‌ها نیز باشند.
پیشترتیب تام
مجموعۀ جزئاً مرتب متناهی
| نام        | بدیهیات          | قاب بیماری                                                                                        |
| ---------- | ---------------- | ------------------------------------------------------------------------------------------------- |
| K          | —                | تمام قاب‌ها                                                                                        |
| T          | T                | بازتابی                                                                                           |
| K۴         | ۴                | متعدی                                                                                             |
| S۴         | T, ۴             | پیشترتیب                                                                                          |
| S۵         | T, 5 یا D, B, ۴  | رابطه هم‌ارزی                                                                                      |
| S۴٫۳       | T, 4, H          | پیشترتیب تام                                                                                      |
| S۴٫۱       | T, 4, M          | پیشترتیب {\displaystyle \forall w\,\exists u\,(w\,R\,u\land \forall v\,(u\,R\,v\Rightarrow u=v))} |
| S۴٫۲       | T, 4, G          | پیشترتیب مستقیم                                                                                   |
| GL         | GL یا ۴, GL      | ترتیب جزئی اکید متناهی                                                                            |
| ,Grz S۴Grz | Grz یا T, 4, Grz | ترتیب جزئیمتناهی                                                                                  |
| D          | D                | سری                                                                                               |
| D۴۵        | D, ۴, ۵          | متعدی، سری و اقلیدسی                                                                              |